# ميخائيل كولمان (كاتب)
ميخائيل كولمان (بالإنجليزية: Michael Coleman)‏ هو كاتب أمريكي، ولد في 12 مايو 1946 في لندن في المملكة المتحدة.

## وصلات خارجية
- الموقع الرسمي